# La casa 3 – Ghosthouse
 Ghosthouse  (en italiano: La casa 3 – Ghosthouse) es una película de terror italiana de 1988 escrita y dirigida por Umberto Lenzi. Fue coprotagonizada por Lara Wendel y Donald O'Brien. La trama se centra en una casa abandonada, donde las apariciones de una niña fantasmal y su muñeco poseído causan estragos en quienes entran.

## Argumento
La historia comienza en 1967, cuando un hombre llamado Sam Baker encuentra a su pequeña hija, Henrietta, escondida en el sótano, después de matar a su gato con unas tijeras. El hombre encierra a su hija en el sótano y le dice que debe ser castigada por lo que hizo. Más tarde, Sam le dice a su esposa que cree que su hija está bajo algún tipo de hechizo o maldición, una teoría que la madre de Henrietta rechaza rotundamente. Luego, tanto Sam como su esposa son brutalmente masacrados por un asesino que no logra verse. Mientras sus padres están siendo asesinados arriba, Henrietta llora en el sótano y encuentra consuelo aferrándose a un muñeco de un payaso, el cual reproduce una espeluznante música de cuna.
Veinte años después, un radioaficionado, llamado Paul capta una señal de dos personas gritando, presuntamente antes de ser atacados. Con la ayuda de su computadora, el joven logra rastrear el lugar donde se originaron estos gritos y viaja allí, junto con su novia, Martha. La joven pareja llega al lugar indicado, que resulta ser la misma casa donde vivían Henrietta y sus padres. Allí, son recibidos con hostilidad por un cuidador de aspecto desaliñado y feroz, llamado Valkos, quien trata de asustarlos y los acusa de estar husmeando. Martha le dice a Paul que, de hecho, ella misma quiere salir de allí cuanto antes, porque la casa le da un mal presentimiento, ya que tiene un "aura malvada".
La joven pareja entra a la casa, donde se encuentran con un grupo de cuatro jóvenes intrusos: los hermanos Jim, Tina y Mark y la novia de este, Susan. Jim posee una radio y su voz suena exactamente como la de la persona que Paul escuchó gritar la noche anterior. Convenientemente, los gritos fueron grabados, y Jim escucha la cinta. Aunque Jim admite que la voz en esa grabación suena exactamente como la suya, niega haber sido esa persona, señalando incluso que ni siquiera ha tenido tiempo de instalar su propio radiotransmisor.
Más tarde, ese mismo día, en el sótano de la casa, Jim se encuentra cara a cara con el espíritu de Henrietta, quien le sonríe de un modo macabro, llevando en sus brazos el muñeco de payaso, mientras que la aterradora música de cuna comienza a sonar. Incapaz de moverse y escapar, Jim comienza a gritar desesperado, del mismo modo en que se había escuchado en la grabación de Paul, el día anterior. Un ventilador viejo y oxidado, comienza a mover sus aspas por sí solo, hasta que una de ellas se desprende, cortando el cuello de Jim, quien muere en el acto. En el medio de esta situación, Valkos, el cuidador de la casa, hace su entrada e intenta atacar a Tina, a Susan y a Mark, quienes logran eludir el ataque.
Cuando la policía llega para investigar lo sucedido, suponen erróneamente que Jim fue atacado por el desquiciado Valkos, debido a que este tiene una fijación muy extraña con la casa y la considera como si fuera suya.
Paul y Martha se van de la casa y llevan a cabo una investigación acerca de los propietarios anteriores del lugar. Paul descubre que Sam Baker (el padre de Henrietta) solía trabajar como director de una funeraria y tenía la mala costumbre de robar objetos personales de los muertos. Además de esto, también descubre que el payaso de juguete que poseía Henrietta, en realidad era un juguete que su padre le había robado a un niño muerto. Paul y Martha regresan a la infame casa para aconsejar a Mark, Tina y Susan que se vayan de allí, suponiendo que corren un grave peligro, pero las cosas no salen según lo planeado. Finalmente, todos los ocupantes de la vieja casa se encuentran cara a cara con el espíritu de Henrietta o son testigos de extraños eventos sobrenaturales que resultan en sus muertes. Al final, solo Paul, Martha y Susan sobreviven a los sucesos extraños y mortales. Horrorizada por lo sucedido, antes de irse, Susan pregunta quién era Henrietta, a lo que Paul le responde que ella era una niña normal, hasta que su padre le regaló el muñeco del payaso.
Varios días después, vemos a Martha y Paul caminando por el centro de la ciudad, de buen ánimo. Martha se sorprende al pasar por una tienda y ver al payaso de juguete de Henrietta, en un escaparate. El payaso comienza a sonreír de un modo aterrador y, mientras Paul cruza la calle, el semáforo pasa de rojo a verde abruptamente, lo que hace que un autobús lo atropelle, mientras Martha grita, horrorizada.

## Elenco
- Lara Wendel como Martha
- Greg Scott como Paul Rogers
- Mary Sellers como Susan
- Ron Houck como Mark Dalen
- Martin Jay como Jim Dalen
- Kate Silver como Tina Dalen
- Donald O'Brien como Valkos
- Kristen Fougerousse como Henrietta Baker

## Producción
Hacia fines de la década de 1980, la industria cinematográfica del género italiano producía menos material. Las compañías independientes comenzaron a enfocarse en mercados extranjeros, donde sus productos se venderían más fácilmente. Una compañía fue Filmirage de Aristide Massaccesi fundada en 1980, que comenzó a producir películas de terror de bajo presupuesto a mediados de la década de 1980, incluyendo  Interzone  de Deran Serafian, Stage Fright de Michele Soavi y Ghosthouse de Umberto Lenzi.
A pesar de los créditos que citan a Cinthia McGavin como guionista, el guion fue escrito por Lenzi. Lenzi escribió por primera vez la historia de  Ghosthouse  ' en enero de 1987 y encontró fondos italianos y estadounidenses a través del productor Roberto Di Girolamo, que luego abandonó el proyecto debido a problemas financieros. Esto llevó a Massaccesi a ingresar al proyecto como productor, lo que llevó a que la película se rodara en los Estados Unidos, al igual que otras producciones de Filmirage. La película se rodó en Boston y Cohasset, Massachusetts.

## Estreno
Ghosthouse  se mostró por primera vez en el Festival de Cine Fanstastic de Avoriaz en Francia en enero de 1988. Esto fue seguido por proyecciones en Japón el 21 de mayo de 1988. La película fue lanzada en video casero en el Reino Unido por Colourbox en marzo de 1988.
La película fue finalmente recogida por el distribuidor Achille Manzotti, quien la renombró en Italia como "La casa 3-Ghosthouse", donde la película fue distribuida por Gruppo el 11 de agosto de 1988. Nombrar películas de terror "La Casa" con casas en sus títulos fue una tendencia popular en la década de 1980 en Italia, que comenzó con las películas estadounidenses  The Evil Dead  y  Evil Dead 2  retitulado  La casa  y  La casa 2  respectivamente. Massaccesi dijo "La idea de Manzotti de cambiar el título a" La Casa 3 "( hizo que la película fuera un éxito). Si hubiera dejado el título original "Ghosthouse", casi nadie la hubiera visto".
El éxito financiero de  Ghosthouse  llevó a Massaccesi y Manzotti a seguir la película con otra secuela,  La casa 4 .

## Recepción
En una crítica contemporánea, Giovanna Grassi de  Corriere della Sera  elogió solamente la cinematografía de Franco Delli Colli y la música de Piero Montanari. Finalmente culpó a la película de ofrecer "gran confusión y falta de precisión". Philip Nutman y Mario Cortini escribieron en  Gorezone  sobre  Ghosthouse : "Sin sorpresas reales [...] pero son 90 minutos competentes con un número de muertos razonable y mucha sangre. "